# Dactyloceras richinii
Dactyloceras richinii är en fjärilsart som beskrevs av Emilio Berio 1940. Dactyloceras richinii ingår i släktet Dactyloceras och familjen Brahmaeidae. Inga underarter finns listade i Catalogue of Life.